# Iguanodectidae
Famille
Iguanodectidae forment une famille de poissons d'eau douce appartenant à l'ordre des Characiformes.

## Liste des genres
Selon FishBase (05 juin 2015):
- genre Bryconops Kner, 1858
  - sous-famille Iguanodectinae Eigenmann, 1909
- genre Iguanodectes Cope, 1872
- genre Piabucus Oken, 1817

## Galerie

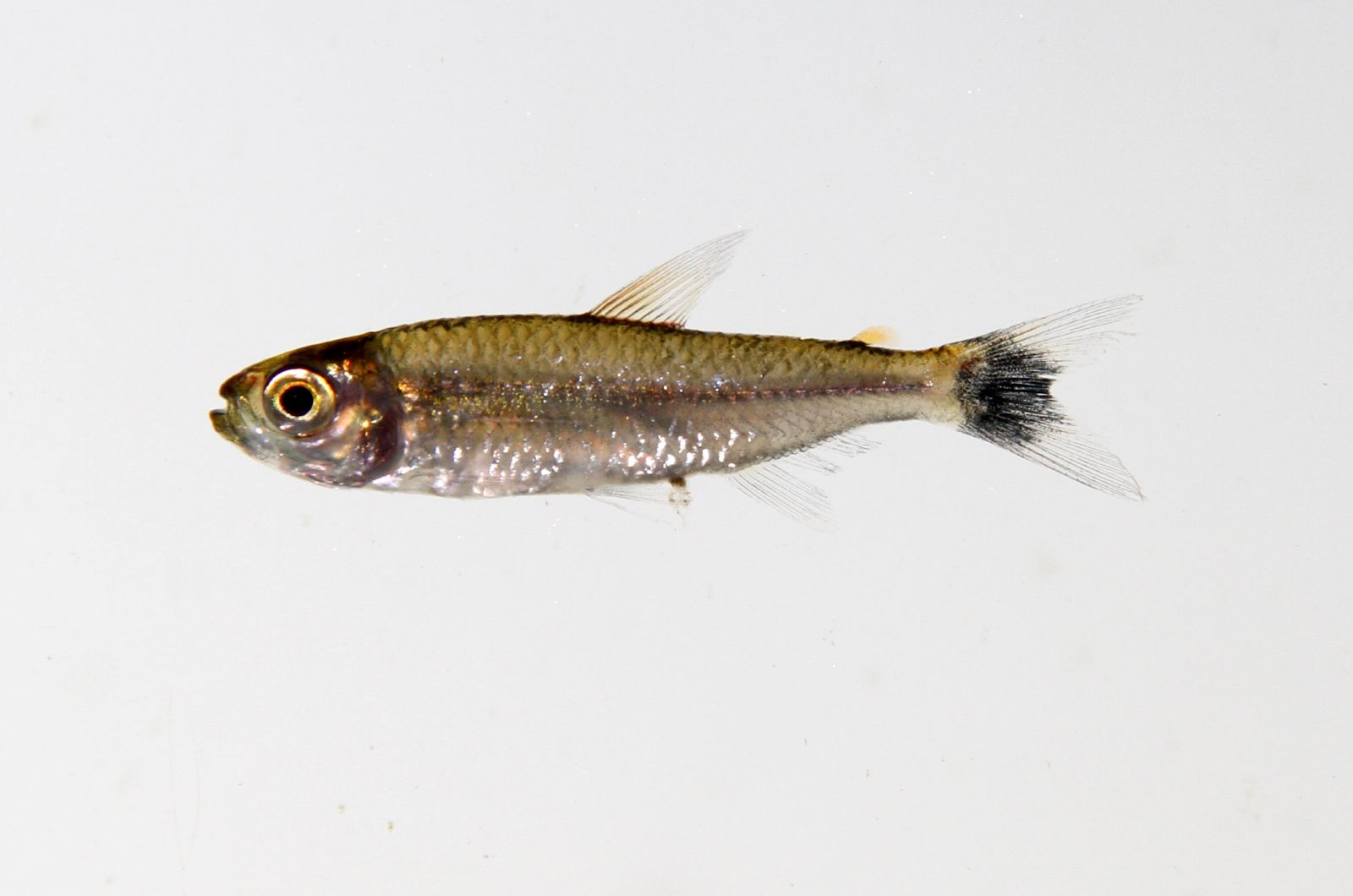
Iguanodectes sp
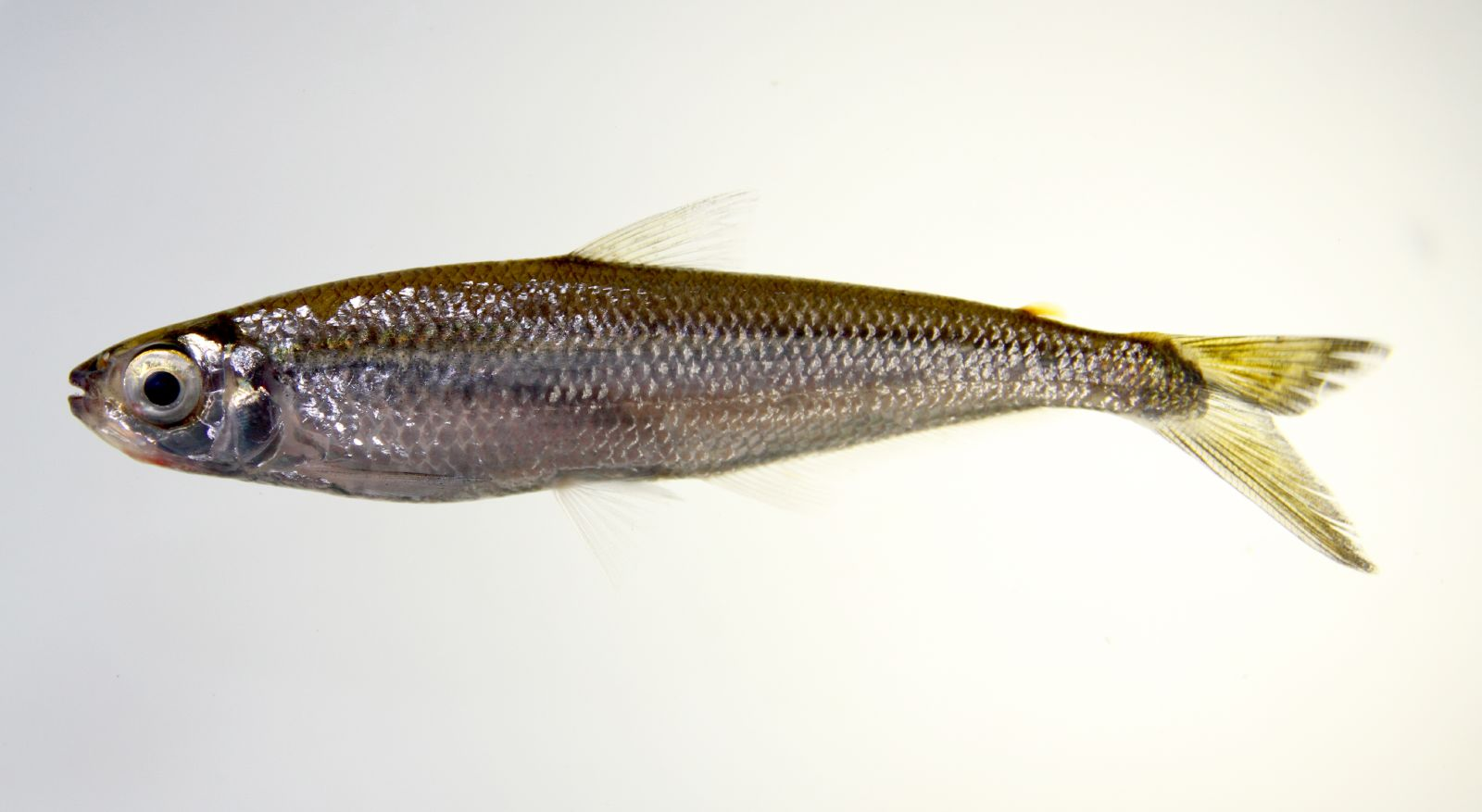
Iguanodectes sp